# Graziano Pellè
Graziano Pellè (15. červenec 1985, San Cesario di Lecce, Itálie) je bývalý italský fotbalový útočník a reprezentant.

## Reprezentační kariéra
Reprezentoval Itálii v mládežnických kategoriích U20 a U21, taktéž v olympijském výběru U23 v roce 2008.

Zúčastnil se Mistrovství světa hráčů do 20 let 2005 v Nizozemsku, kde mladí Italové vypadli ve čtvrtfinále s Marokem v penaltovém rozstřelu.
Hrál i na Mistrovství Evropy hráčů do 21 let 2007 v Nizozemsku.
V seniorské reprezentaci Itálie debutoval 13. 10. 2014 v kvalifikaci na EURO 2016 proti Maltě, kde zároveň vstřelil vítězný gól (výhra 1:0).

## Statistika

### Klubová
| Sezóna                     | Klub                       | Ligová soutěž              | Ligová soutěž | Ligová soutěž | Domácí poháry | Domácí poháry | Domácí poháry | Kontinentální poháry | Kontinentální poháry | Kontinentální poháry | Celkem | Celkem |
| Sezóna                     | Klub                       | Soutěž                     | Zápasy        | Góly          | Soutěž        | Zápasy        | Góly          | Soutěž               | Zápasy               | Góly                 | Zápasy | Góly   |
| -------------------------- | -------------------------- | -------------------------- | ------------- | ------------- | ------------- | ------------- | ------------- | -------------------- | -------------------- | -------------------- | ------ | ------ |
| 2003/04                    | Lecce                      | Serie A                    | 2             | 0             | IP            | 0             | 0             | -                    | 0                    | 0                    | 2      | 0      |
| 2004/05                    | Lecce                      | Serie A                    | 0             | 0             | IP            | 0             | 0             | -                    | 0                    | 0                    | 0      | 0      |
| 2005                       | Catania                    | Serie B                    | 15            | 0             | IP            | 0             | 0             | -                    | 0                    | 0                    | 15     | 0      |
| 2005/06                    | Lecce                      | Serie A                    | 10            | 0             | IP            | 1             | 0             | -                    | 0                    | 0                    | 11     | 0      |
| Celkem za Lecce            | Celkem za Lecce            | Celkem za Lecce            | 12            | 0             | -             | 1             | 0             | -                    | 0                    | 0                    | 13     | 0      |
| 2006                       | Crotone                    | Serie B                    | 17            | 6             | IP            | 0             | 0             | -                    | 0                    | 0                    | 17     | 6      |
| 2006/07                    | Cesena                     | Serie B                    | 38            | 10            | IP            | 2             | 1             | -                    | 0                    | 0                    | 40     | 11     |
| 2007/08                    | Alkmaar                    | Eredivisie                 | 27            | 3             | NP            | 1             | 0             | PU                   | 4                    | 1                    | 32     | 4      |
| 2008/09                    | Alkmaar                    | Eredivisie                 | 20            | 3             | NP            | 3             | 1             | -                    | 0                    | 0                    | 23     | 4      |
| 2009/10                    | Alkmaar                    | Eredivisie                 | 12            | 2             | NP+NS         | 3+0           | 0             | LM                   | 5                    | 0                    | 20     | 2      |
| 2010/11                    | Alkmaar                    | Eredivisie                 | 18            | 6             | NP            | 2             | 0             | EL                   | 0                    | 0                    | 20     | 6      |
| Celkem za Alkmaar          | Celkem za Alkmaar          | Celkem za Alkmaar          | 77            | 14            | -             | 9             | 1             | -                    | 9                    | 1                    | 95     | 16     |
| 2011/12                    | Parma                      | Serie A                    | 11            | 1             | IP            | 2             | 1             | -                    | 0                    | 0                    | 13     | 2      |
| 2012                       | Sampdoria                  | Serie B                    | 12+4          | 4             | -             | 0             | 0             | -                    | 0                    | 0                    | 16     | 4      |
| 2012                       | Parma                      | Serie A                    | 1             | 0             | IP            | 0             | 0             | -                    | 0                    | 0                    | 1      | 0      |
| 2012/13                    | Feyenoord                  | Eredivisie                 | 29            | 27            | NP            | 4             | 2             | EL                   | 0                    | 0                    | 33     | 29     |
| 2013/14                    | Feyenoord                  | Eredivisie                 | 28            | 23            | NP            | 3             | 2             | EL                   | 4                    | 1                    | 33     | 26     |
| Celkem za Feyenoord        | Celkem za Feyenoord        | Celkem za Feyenoord        | 57            | 50            | -             | 7             | 4             | -                    | 2                    | 1                    | 66     | 55     |
| 2014/15                    | Southampton                | Premier League             | 38            | 12            | AP+ALP        | 3+3           | 1+3           | -                    | 0                    | 0                    | 44     | 16     |
| 2015/16                    | Southampton                | Premier League             | 30            | 11            | AP+ALP        | 0+2           | 0+1           | EL                   | 4                    | 2                    | 36     | 14     |
| Celkem za Southampton      | Celkem za Southampton      | Celkem za Southampton      | 68            | 23            | -             | 8             | 5             | -                    | 4                    | 2                    | 80     | 30     |
| 2016                       | Shandong Taishan           | Super League               | 13            | 5             | ČP            | 0             | 0             | LM AFC               | 2                    | 0                    | 15     | 5      |
| 2017                       | Shandong Taishan           | Super League               | 24            | 7             | ČP            | 2             | 0             | -                    | 0                    | 0                    | 26     | 7      |
| 2018                       | Shandong Taishan           | Super League               | 26            | 16            | ČP            | 5             | 0             | -                    | 0                    | 0                    | 31     | 16     |
| 2019                       | Shandong Taishan           | Super League               | 25            | 17            | ČP            | 5             | 3             | LM AFC               | 8                    | 7                    | 38     | 27     |
| 2020                       | Shandong Taishan           | Super League               | 13+5          | 6+2           | ČP            | 4             | 1             | -                    | 0                    | 0                    | 22     | 9      |
| Celkem za Shandong Taishan | Celkem za Shandong Taishan | Celkem za Shandong Taishan | 106           | 53            | -             | 16            | 4             | -                    | 10                   | 7                    | 132    | 64     |
| 2021                       | Parma                      | Serie A                    | 13            | 1             | -             | 0             | 0             | -                    | 0                    | 0                    | 13     | 1      |
| Celkem za Parmu            | Celkem za Parmu            | Celkem za Parmu            | 25            | 2             | -             | 2             | 1             | -                    | 0                    | 0                    | 13     | 1      |
| Celkově                    | Celkově                    | Celkově                    | 430           | 161           | -             | 45            | 16            | -                    | 25                   | 11                   | 500    | 188    |

### Reprezentační

#### Statistika na velkých turnajích
| Reprezentace | Rok     | Zápasy             | Zápasy | Zápasy    | Zápasy           | Zápasy           | Zápasy            |
| Reprezentace | Rok     | Fáze turnaje       | Datum  | Soupeř    | Odehraných minut | Vstřelené branky | Výsledek          |
| ------------ | ------- | ------------------ | ------ | --------- | ---------------- | ---------------- | ----------------- |
| Itálie       | ME 2016 | 1 zápas ve skupině | 13. 6. | Belgie    | 90               | 1                | 2:0               |
| Itálie       | ME 2016 | 2 zápas ve skupině | 17. 6. | Švédsko   | 60               | 0                | 1:0               |
| Itálie       | ME 2016 | Osmifinále         | 27. 6. | Španělsko | 90               | 1                | 2:0               |
| Itálie       | ME 2016 | Čtvrtfinále        | 2. 7.  | Německo   | 120              | 0                | 1:1 (6:5 na pen.) |

#### Reprezentační branky
| Gól | Datum        | Stadion                                   | Soupeř    | Skóre | Výsledek | Soutěž                 |
| --- | ------------ | ----------------------------------------- | --------- | ----- | -------- | ---------------------- |
| 010 | 13. 10. 2014 | ?, Ta' Qali, Malta                        | Malta     | 0:1   | 0:1      | Kvalifikace na ME 2016 |
| 02  | 5. 9. 2016   | Allianz Stadium, Turín, Itálie            | Anglie    | 1:0   | 1:1      | Přátelské utkání       |
| 03  | 3. 9. 2015   | Stadio Artemio Franchi, Florencie, Itálie | Malta     | 2:1   | 1:0      | Kvalifikace na ME 2016 |
| 04  | 13. 10. 2015 | Stadio Olimpico, Řím, Itálie              | Norsko    | 2:1   | 2:1      | Kvalifikace na ME 2016 |
| 05  | 29. 5. 2016  | ?, Ta' Qali, Malta                        | Skotsko   | 1:0   | 1:0      | Přátelské utkání       |
| 06  | 13. 6. 2016  | Parc Olympique Lyonnais, Lyon, Francie    | Belgie    | 0:2   | 0:2      | ME 2016 – skupina      |
| 07  | 27. 6. 2016  | Stade de France, Saint-Denis, Francie     | Španělsko | 2:0   | 2:0      | ME 2016 – osmifinále   |
| 08  | 1. 9. 2016   | Stadio San Nicola, Bari, Itálie           | Francie   | 1:1   | 1:3      | Přátelské utkání       |
| 09  | 5. 9. 2016   | Sammy Ofer Stadium, Haifa, Izrael         | Izrael    | 0:1   | 1:3      | Kvalifikace na MS 2018 |

## Úspěchy

### Klubové
- vítěz nizozemské ligy (1x)

Alkmaar: 2008/09
- vítěz čínského poháru (1x)

Shandong : 2020
- vítěz nizozemského superpoháru (1x)

Alkmaar: 2009

### Reprezentační
- 1× na ME (2016)
- 1× na MS U20 (2005)
- 1× na ME U21 (2007 – stříbro)